# Игрушечное оружие
Игрушечное оружие — это игрушки, которые имитируют реальное оружие, но предназначено для детей и их игр. Хотя некоторые виды игрушечного оружия могут быть потенциально опасными, как правило такие игрушки не причиняют вреда здоровью.

## Разновидности
- пистолеты
- пулемёты
- мечи
- сабли
- шпаги
- ножи
- танки
- самолёты

## Критика
Заведующая кафедрой педагогики и психологии факультета начального образования Псковского государственного педагогического института психолог Наталья Лебедева в интервью Псковскому агентству информации (ПАИ) заявила следующее:

…многие военные игрушки нового поколения опасны для физического здоровья ребёнка. В первую очередь — это детское оружие с пульками и патронами, кроме того, вес многих игрушек таков, что при ударе можно нанести серьёзную травму. В дошкольном возрасте дети получают наибольший заряд и сильные впечатления от игры в психическом плане и в плане травматизма. В дошкольный период в ходе агрессивной игры дети пугают друг друга оружием, такой испуг может иметь необратимые последствия в будущем. Кроме того, у детей могут возникать страхи, которые будут проявляться и в последующей жизни. Некоторые дети в силу психологических особенностей склонны к агрессии по отношению к окружающим, игры с военными игрушками обостряют это чувство у детей.

Она рекомендовала приобретать для детей мягкие игрушки, прикосновение к которым успокаивает малышей, а также развивающие настольные игры, конструкторы, кубики и т. п.
Однако, следует отметить, что не все согласны с подобными утверждениями. В частности врач-психиатр Фуад Исмайлов не видит ничего плохого в игрушках с военной тематикой:

…в танки и пистолеты, как правило, играют мальчики, у которых заложены такие качества, как быть защитником, быть сильным, суперменом и т. д. В дальнейшем эти качества перерастают в любовь к родине, защиту слабых и т.д….

Фуад Исмайлов отметил, что основное влияние на формирование ребёнка имеют психологический «климат» в семье и школе.
В США реалистичность игрушечного оружия превратила детей в «мишень» для полиции: по данным Юридического центра Гиффордса, за период с 2015 по 2018 гг. американская полиция застрелила 146 детей с непороховым и игрушечным огнестрельным оружием. Однако, несмотря на существенные риски потребления милитаристских игрушек, экспоненциально увеличивается коммерческая доступность игрушечного и молодежного огнестрельного оружия. Интернет-магазины, такие, как Amazon, помогают производителям продавать все более реалистичные военные игрушки, не всегда соответствующие формальным правилам в отношении имитации огнестрельного оружия.
7 сентября был объявлен Всемирным днём уничтожения военной игрушки.